# Bravicea
Bravicea (1944–1989 kyrillisch Бравича, russisch Бравичи/Brawitschi) ist eine Gemeinde im Rajon Călărași, Republik Moldau, 51 km nördlich der Hauptstadt Chișinău und 32 km nordöstlich der Rajonhauptstadt Călărași.

## Geographie
Im Nordosten grenzt die Gemeinde an das Dorf Bogzești (Rajon Telenești), im Westen an das Dorf Meleșeni (Rajon Călărași), im Süden an das Dorf Onești (Rajon Strășeni), im Südosten an das Dorf Frumoasa (Rajon Călărași) und im Osten an das Dorf Săseni (Rajon Călărași).

## Geschichte
Der Ort wird erstmals am 20. Januar 1603 erwähnt.

## Politik
Bürgermeister ist seit 2007 Alexei Zatic.
Im Dorf wird Rumänisch gesprochen.
Das Dorf hat 3155 Einwohner.

## Wirtschaft und Infrastruktur

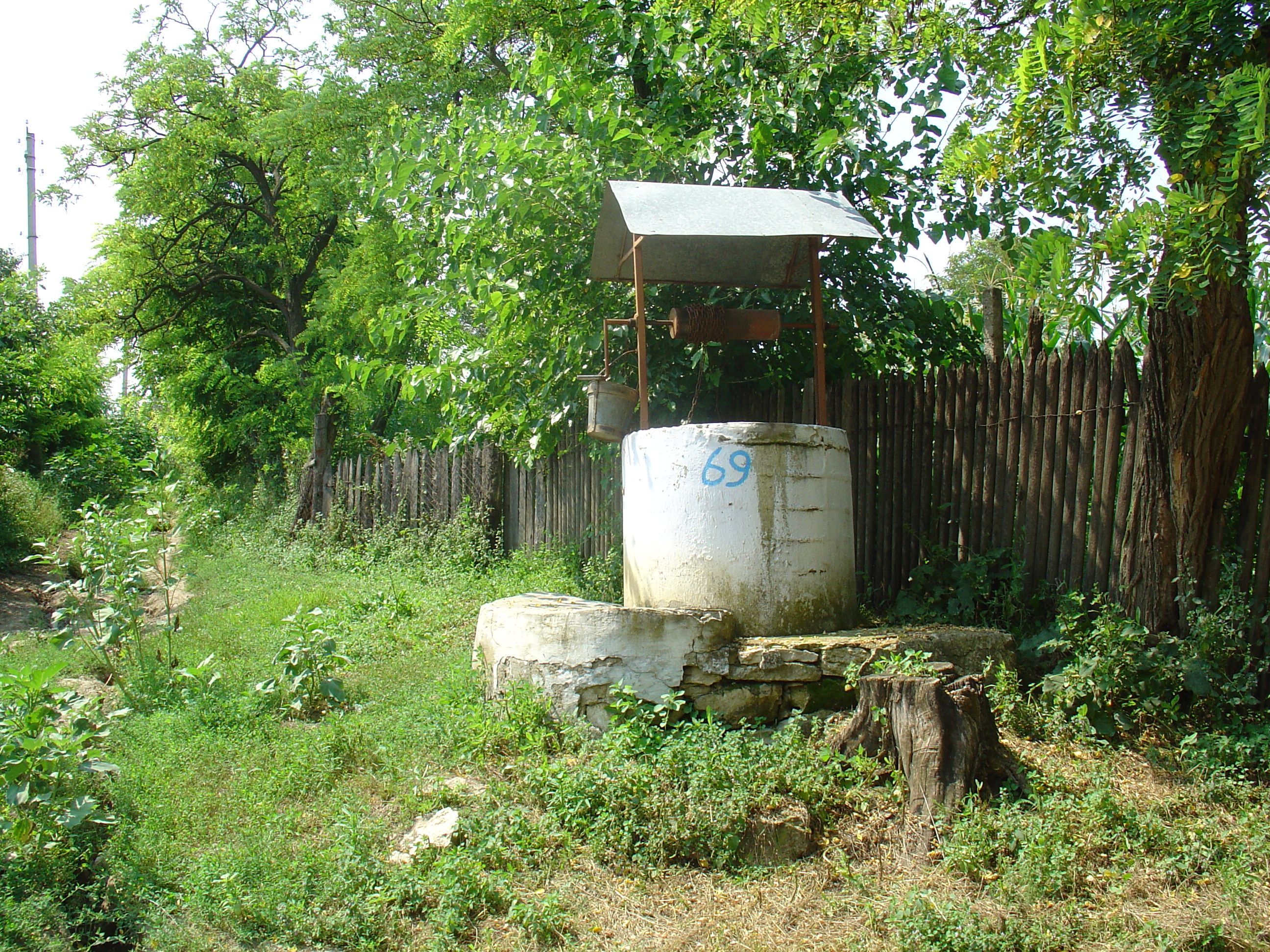
Brunnen im Dorf

### Verkehr
Die Straße, die von der Schnellstraße in den Ort führt, sowie die Abzweigung nach Meleșeni sind asphaltiert bzw. stellenweise gepflastert.

### Bildungseinrichtungen
- Kindergarten
- Grundschule
- Lycee „Ștefan cel Mare“ (32 Lehrer, 500 Schüler[4])
- Kunst-Schule

- Bibliothek „George Munteanu“, mit mehr als 5.100 Büchern, hauptsächlich in Rumänischer Sprache[5]

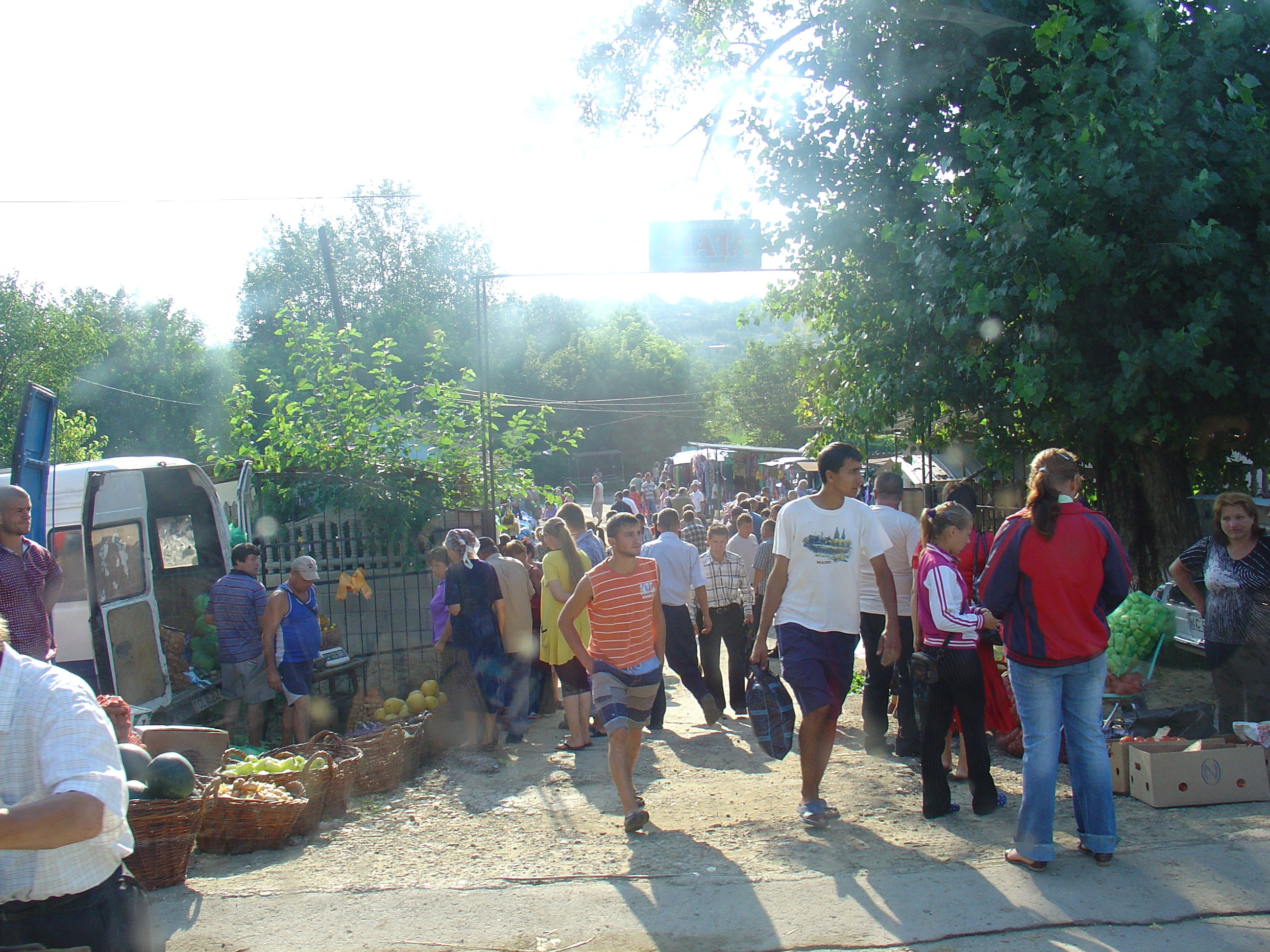
Markt

- Kinder-Bibliothek „Michai Eminescu“[6]
- Kulturhaus

### Infrastruktur
Elektrizität und Telefon sind für jedes Haus verfügbar.
Ein Wasser/Abwassernetz sowie Gasleitungen sind nicht vorhanden.
Im Dorf gibt es ca. 5 Brunnen, aus denen die Bürger Wasser holen können, viele haben auf ihrem Grundstück eigene Brunnen.
Das öffentliche Badehaus wurde nach dem Zerfall der Sowjetunion und der Unabhängigkeit Moldaus privatisiert und ist seitdem nicht mehr in Betrieb.
Das Krankenhaus des Ortes wurde mit Deutschen Fördergeldern vor wenigen Jahren renoviert und wieder in Betrieb genommen. Es beschäftigt 5 Ärzte und 15 Krankenschwestern.

### Einkaufsmöglichkeiten
Im Dorf existieren einige Geschäfte und Bars.
Jeden Sonntag ist von 6:00 bis 8:00 Uhr Markt auf der Piața (Marktplatz).

### Betriebe
- Forstbetrieb
- Winzerei
- Filiale der Agroindbank
- Postfiliale
- Filiale der Moltelecom
- Wetterstation
- Mühle

## Kirchen
- Biserica Sfântul Mare Mucenic Gheorghe[4] (Orthodoxe Kirche)
- Biserica Creștină Emanuil (Baptistengemeinde) Biserica Creștina Emanuil

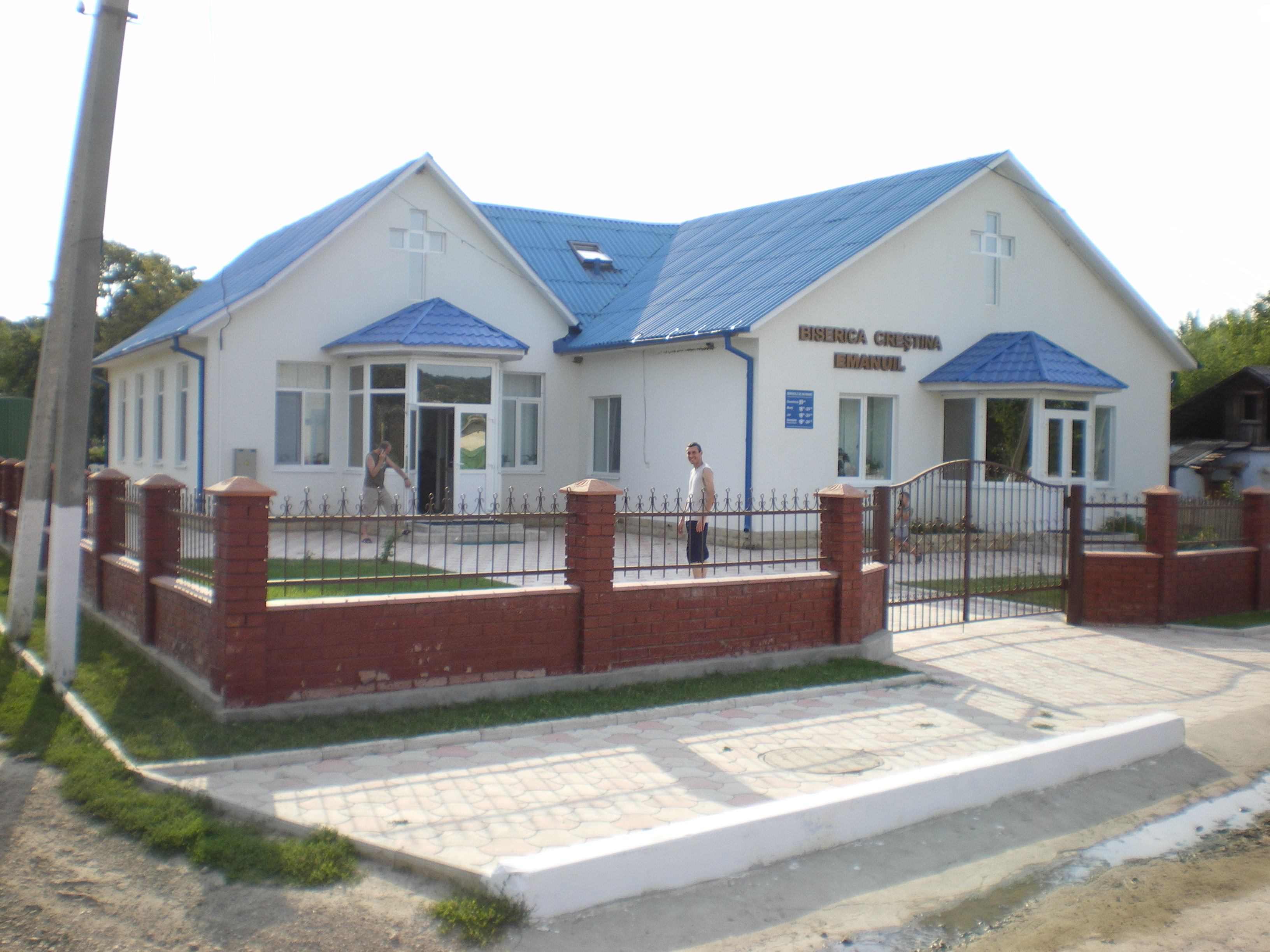
Biserica Creștina Emanuil

Die Baptistengemeinde unterhält eine Suppenküche, die täglich armen Kindern (in der Gemeinde) und Senioren (in ihren Häusern) eine warme Mahlzeit ermöglicht.